# Südamerikanische Formel-4-Meisterschaft
Die südamerikanische Formel-4-Meisterschaft (offiziell Fórmula 4 Sudamericana) war eine Automobilrennserie in Südamerika. Die südamerikanische Formel-4-Meisterschaft wurde erstmals 2014 und zuletzt 2016 ausgetragen.

## Geschichte

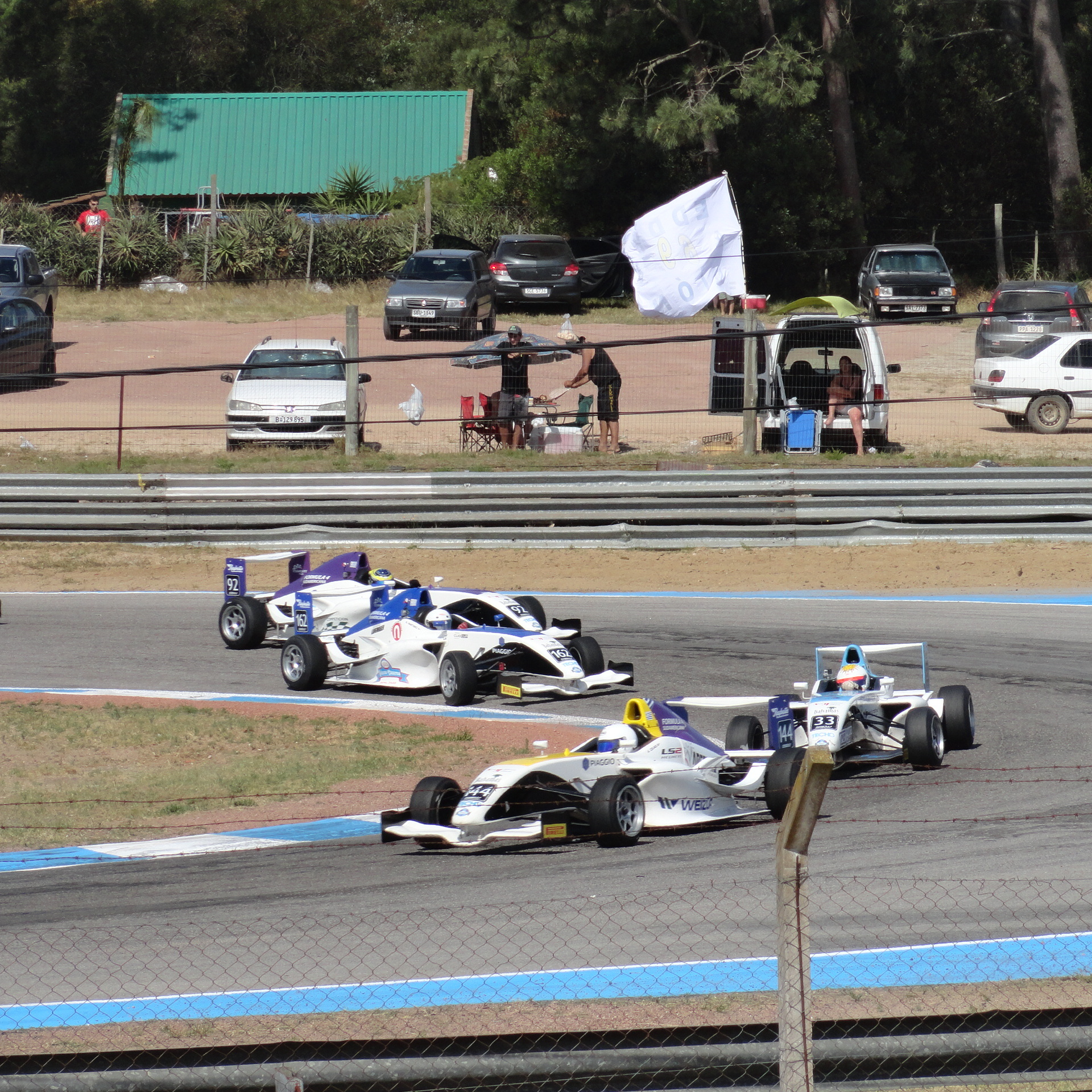
Die südamerikanische Formel 4 während des letzten Rennens 2016

Die Gründung der Meisterschaft wurde im April 2013 veröffentlicht, zusammen mit dem uruguayischen Motorsportverband Asociación Uruguaya de Volantes wurden 20 Signatech-Chassis gekauft. Die Rennserie galt als Nachfolgerennserie der von Felipe Massa gegründeten Formula Future Fiat, welche 2011 geschlossen wurde. Nach 2016 wurde die Meisterschaft eingestellt und 2018 als Fórmula Academy Sudamericana wiederbelebt.

## Sportliches Reglement

### Punkteverteilung
Die Punktewertung orientierte sich am aktuellen Punktesystem der Formel 1. Somit erhielt der Sieger eines Rennens 25, der Zweite 18, der Dritte 15 Punkte bis hin zum Zehntplatzierten, welcher den letzten Punkt erhielt. Es wurden jeweils ein Zusatzpunkt für die Pole-Position oder die schnellste Rennrunde verteilt. Für das letzte Rennwochenende wurden jeweils doppelte Punkte vergeben. 
| Punkteverteilung | Punkteverteilung | Punkteverteilung | Punkteverteilung | Punkteverteilung | Punkteverteilung | Punkteverteilung | Punkteverteilung | Punkteverteilung | Punkteverteilung | Punkteverteilung | Punkteverteilung | Punkteverteilung |
| ---------------- | ---------------- | ---------------- | ---------------- | ---------------- | ---------------- | ---------------- | ---------------- | ---------------- | ---------------- | ---------------- | ---------------- | ---------------- |
| Platz            | 1                | 2                | 3                | 4                | 5                | 6                | 7                | 8                | 9                | 10               | PP               | SR               |
| Punkte           | 25               | 18               | 15               | 12               | 10               | 8                | 6                | 4                | 2                | 1                | 1                | 1                |

### Superlizenz-Punkte
Es wurden in dieser Meisterschaft keine Superlizenz-Punkte vergeben. 

## Technisches Reglement

### Chassis
In der südamerikanischen Formel-4-Meisterschaft wurde als Chassis der Signatech FR1.6 aus Frankreich eingesetzt, ein Monocoque aus CFK.

### Motor und Getriebe
Als Motor wurde ein 1,8-Liter-E.torQ-Saugmotor von Fiat mit 160 PS eingesetzt.

### Reifen
Die Reifen wurden von Pirelli bezogen.

## Bisherige Meister
| Saison | Meister        | Punkte | Zweiter             | Punkte | Dritter              | Punkte | Quelle |
| ------ | -------------- | ------ | ------------------- | ------ | -------------------- | ------ | ------ |
| 2014   | Bruno Baptista | 352    | Felipe Ortiz        | 264    | Agustín Lima Capitao | 198    | [ 5 ]  |
| 2015   | Pedro Cardoso  | 303    | Rodrigo Pflucker    | 290    | Juan Manuel Casella  | 241    | [ 6 ]  |
| 2016   | Facundo Garese | 324    | Juan Manuel Casella | 320    | Facundo Ferra        | 169    | [ 7 ]  |